# Хехштет им Фихтелгебирге
Хехштет им Фихтелгебирге (њем. Höchstädt im Fichtelgebirge) општина је у њемачкој савезној држави Баварска. Једно је од 17 општинских средишта округа Вунзидел (Фихтел). Према процјени из 2010. у општини је живјело 1.211 становника. Посједује регионалну шифру (AGS) 9479126.

## Географски и демографски подаци
Хехштет им Фихтелгебирге се налази у савезној држави Баварска у округу Вунзидел (Фихтел). Општина се налази на надморској висини од 565 метара. Површина општине износи 15,0 km². У самом мјесту је, према процјени из 2010. године, живјело 1.211 становника. Просјечна густина становништва износи 81 становника/km².